# Saint-Forgeux-Lespinasse
Saint-Forgeux-Lespinasse är en kommun i departementet Loire i regionen Auvergne-Rhône-Alpes i centrala Frankrike. Kommunen ligger i kantonen La Pacaudière som tillhör arrondissementet Roanne. År 2022 hade Saint-Forgeux-Lespinasse 594 invånare.

## Befolkningsutveckling
Antalet invånare i kommunen Saint-Forgeux-Lespinasse
| Referens: INSEE |